# Planinska literatura
Planinska literatura (redkeje tudi gorniška literatura) je zbirni izraz za planinsko leposlovje (planinske povesti, romane, novele, pesmi ...), planinsko strokovno literaturo (vodniki, zgodovina planinstva), publicistiko (potopisje, esejistiko, dnevnike, spomine, biografije ...) in planinske spletne dnevnike in spletne forume, ki sodijo v splošno sporazumevalno zvrst. Posebej govorimo o mladinskem segmentu planinske literature, nekateri ločujejo tudi med planinsko, gorniško in alpinistično literaturo, pri čemer pod prvo razumejo tisto, ki zadeva pohodništvo po markiranih poteh, pod drugo brezpotja in pod tretjo plezanje, odprave in alpinistično smučanje.

## Dokumentarne monografije
- Alba Hintner, Berggänge: an der kärntisch-krainischen und krainisch-steirischen Länderscheide, 1900
- Henrik Tuma, Imenoslovje Julijskih Alp, 1929, 2000, Pomen in razvoj alpinizma, 1930, Planinski spisi, 2000
- Julius Kugy, Iz mojega življenja v gorah : Julijske Alpe, 1937,  Delo, glasba, gore, 1966, Iz življenja gornika, 1968, Iz minulih dni, 1971, Pet stoletij Triglava, 1973, Anton Ojcinger: Življenje gorskega vodnika, 1977, Vojne podobe iz Julijskih Alp, 1995
- Evgen Lovšin, V Triglavu in v njegovi soseščini: Planinske študije in doživetja (1944, 1946)
- Janko Mlakar, Jakob Aljaž, triglavski župnik, 1953, Iz mojega nahrbtnika, 1968, Med Šmarno goro in Mont Blancom, 1995
- France Avčin, Kjer tišina šepeta, 1964
- Rafko Dolhar, Pot v planine, 1965, Pot iz planin, 1974
- Jožko Kragelj, Josip Abram - Trentar, 2000
- Aleš Kunaver, Makalu, 1974
- Marijan Lipovšek, Steze, smučišča, skale, 1978
- Danilo Cedilnik, Congma je hodil spredaj, 1979
- Viki Grošelj, Do prvih zvezd, 1987, V prostranstvih črnega granita, 1987, K2, Na smučeh od 0 do 8000, 2003, Gola gora, 2010
- Dušica Kunaver, Aleš Kunaver, 1988, Od Triglava do treh vrhov sveta, 1994
- Nejc Zaplotnik, Pot, 1990, 2000
- Staza Černič, Poti v brezpotja, 1990
- Pavle Šegula, Križemkražem po gorah, 2001
- Miha Potočnik, Posušeni rožmarin: Spomini
- Ciril Praček, Vrnite mi moje sinove z gore, 2000
- Stane Belak - Šrauf, Veliki dnevi, 1997
- Zvonko Požgaj, Ama Dablan: Odsanjane sanje, 1998
- Željko Kozinc, Pot k očetu: Po sledeh Nejca Zaplotnika na Himalajo, 1998
- Milan Vošank, Na poteh med gorami, 1994
- Iztok Tomazin, Čo Oju - turkizna boginja, 1994
- Dušan Jelinčič, Pod svinčenim nebom, 1994 (spomini na očeta Zorka Jelinčiča)
- Davo Karničar, Alpinizem, samoljubje, ljubezen, 1996
- Marijan Krišelj, Lotosov cvet, 1999
- Aldo Rupel, Nočitve pod zvezdami
- Tone Strojin, Poti skozi lepote, 1998, Strmine njunega življenja, 2000 (o Miri Marko Debelak in Edu Deržaju)
- Tomaž Humar, Ni nemogočih poti, 2001
- Tadej Golob in Davo Karničar, Z Everesta, 2000
- Maja Roš, Prvi na smučeh z Everesta, 2000
- Tine Mihelič, Klic gora, 2004
- Vladimir Habjan, Živeti z gorami, 2013
- Tomo Virk in Iztok Tomazin: Naveza, 2024

## Zborniki
- o Valentinu Staniču
- o Jakobu Aljažu
- o Zorku Jelinčiču
- o Koroški
- o Slovenskem planinskem društvu ob 100-letnici

## Zbirke
- Domače in tuje gore

## Fotografske monografije
- Janko Ravnik, Odsevi in obličja, 1980
- Jaka Čop, Trenta in Soča, 1990
- Igor Škamperle, Matej Mejovšek, Lastovičji let, 1999
- Tomo Česen, Sam, 1990
- Vid Pogačnik, Kar na Karnijce[mrtva povezava], 2011

## Poezija
- Rudolf Baumbach, Zlatorog: Eine Sage aus den Julischen Alpen, 1877
- Rudolf Baumbach - Anton Funtek, Zlatorog: Planinska pravljica, 1886, 1968, 1986, 1995
- Rudi Klinar, Z vetrom, 1991
- Danica Petkovšek, Človek - gora - poezija, 1992
- Zvonko Čemažar, Pesmi gora, 2002
- Iztok Tomazin, Iskanje Šembale, 1998
- Slavica Štirn, Bele sanje - kamnita resničnost, 2000
- Mojca Luštrek, Gora je moja muza, 2009

## Dramatika
- Mirko Kunčič, Triglavska roža, 1940 (dramatizacija pravljice)

## Planinska bibliografija
- Jože Munda idr., Gore v besedi, podobi in glasbi: Slovenska planinska bibliografija, 1965.
- Tone Strojin, O alpski kulturi in književnosti: Gorniška književnost v Sloveniji. PV 1995/5-8.
- Stanko Klinar, Leposlovna žetev zadnjega desetletja. Planinski zbornik, 2003. 103-119.
- Jana Zgubin, Pregled slovenskega leposlovja s področja gorništva: Diplomsko delo, 2010.

 Portal:Literatura